# Stoppelsberg
Der Stoppelsberg ist ein 523,9 m ü. NHN hoher Berg des Fulda-Haune-Tafellandes, das dort Teil der Nordwestabdachung der Rhön ist. Er liegt im Gemeindegebiet von Haunetal zwischen Neukirchen sowie Ober- und Unterstoppel im hessischen Landkreis Hersfeld-Rotenburg. Es handelt sich um den Erosionrest eines ehemaligen Vulkans. Sein Bergname leitet sich ab vom althochdeutschen Stouf (für Felsen).
Überregional bekannt ist der Stoppelsberg als Standort der Burgruine Hauneck (auf Bergkuppe), als Ort des Naturdenkmals Lange Steine (am Südwestfuß) und als solcher des Kulturdenkmals Burgruine Sinzigburg (am Westsüdwestfuß).

## Geographie

### Lage
Der zur Kuppenrhön (Nord- und Nordwestteil der Rhön) gehörende Stoppelsberg befindet sich in Osthessen zwischen dem Knüll im Nordwesten und dem Hauptteil der Kuppenrhön im Ostsüdosten sowie zwischen dem Vogelsberg im Südwesten und dem Seulingswald im Nordnordosten.
Der Stoppelsberg erhebt sich im Gemarkungsgebiet der Gemeinde Haunetal. Sein Gipfel ragt oberhalb von deren Ortsteilen Neukirchen (Norden) und Ober- und Unterstoppel (Nord- und Südosten) sowie Rhina (Nordwesten) auf. Ihm westlich zu Füßen fließt die Haune, ein rechter Fulda-Zufluss. Auf der Ostflanke entspringt der kleine Ilmesbach, der vorbei an der Ilmesmühle fließt und, wie der nordöstlich des Berges nahe Oberstoppel quellende Hardgraben ein rechter Zufluss der Haune ist.

### Naturräumliche Zuordnung
Der Stoppelsberg bildet in der naturräumlichen Haupteinheitengruppe Osthessisches Bergland (Nr. 35), in der Haupteinheit Fulda-Haune-Tafelland (355), in der Untereinheit Haune-Hochflächen (355.3) und im Naturraum Buchenauer Hochfläche (355.32) eine Singularität der 5. bis 7. Ordnung. Nach Südwesten über Westen bis Nordwesten fällt die Landschaft in das Untere Haunetal (355.312) ab, einem Teil des Naturraums Haunetal (355.31). Nach Südosten und Osten leitet sie in den Naturraum Soisberger Kuppenrhön (353.22) über, der in der Haupteinheit Vorder- und Kuppenrhön (353) zur Untereinheit Kuppenrhön (353.2) zählt.

## Geologie

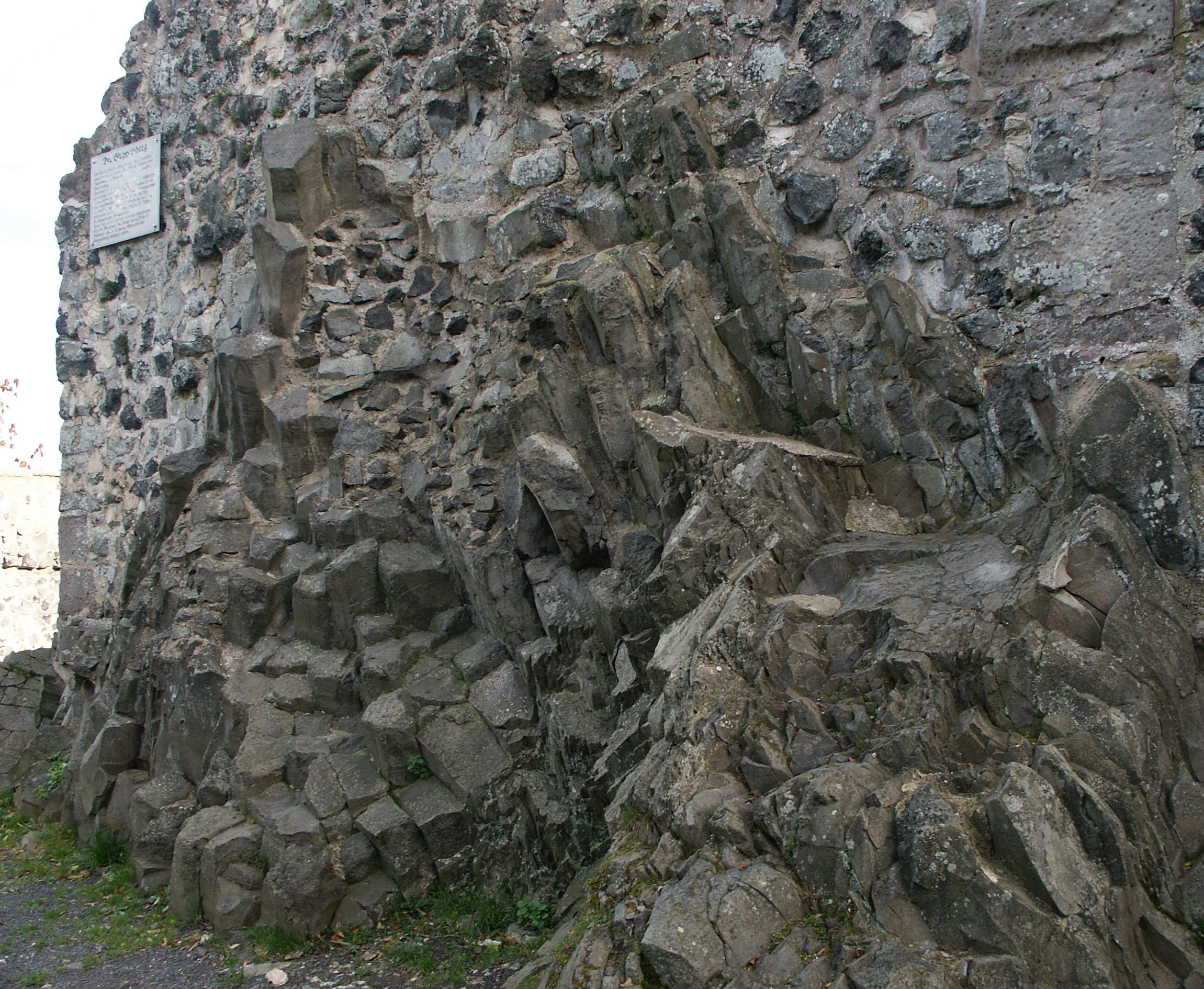
Basaltsäulen des Stoppelsbergs am Bergfried von Burg Hauneck

Geologisch betrachtet ist die Kuppe des Stoppelsbergs, wie die vieler anderer Berge der Kuppenrhön, der Rest eines Vulkanschlots, der im Oligozän oder Miozän entstand. Der eigentliche Vulkanberg, den dieser Schlot einst speiste, ist vollständig wieder abgetragen worden. Die Schlotfüllung besteht aus Basalt und wurde im Verlauf der jüngst vergangenen Jahrmillionen aus einer Schichtstufenlandschaft herauspräpariert, die sich in Sedimentgesteinen der Trias ausgeformt hat. An den Flanken und in der Umgebung des Stoppelsberges stehen daher siliziklastische Sedimentgesteine des Buntsandsteins an. Der Basalt der Kuppe, wie er beispielsweise an der Basis des Bergfrieds der Burg Hauneck zu Tage tritt, ist säulenartig geklüftet. Diese Klüftung entstand, als sich das Magma im Schlot langsam abkühlte.

## Flora und Landschaftsschutz
Der Stoppelsberg ist bewaldet. Basalt verwittert hier zu fruchtbarem Lehmboden, auf dem unter Laubwald eine reichhaltige Flora zum Beispiel mit Haselwurz, Maiglöckchen, Salomonssiegel, Waldmeister und Zwiebel-Zahnwurz gedeiht. Auf dem Berg liegen Teile des Landschaftsschutzgebiets Stoppelsberg mit Ilmestal (CDDA-Nr. 378699; 1972 ausgewiesen; 7,5789 km² groß).

## Burgen

### Burgruine Hauneck
Auf der Kuppe des Stoppelsbergs steht die Ruine der Burg Hauneck, die vermutlich im 14. Jahrhundert erbaut wurde. Erhalten sind Reste von Bergfried, Mauern und Palas. Auf dem auf Basaltsäulen gegründeten Bergfried befindet sich ein trigonometrischer Punkt. Von der Burg blickt man unter anderem zu den zuvor genannten hessischen Mittelgebirgen und zur ehemaligen Innerdeutschen Grenze, der heutigen Grenze von Hessen und Thüringen.

### Burgruine Sinzigburg

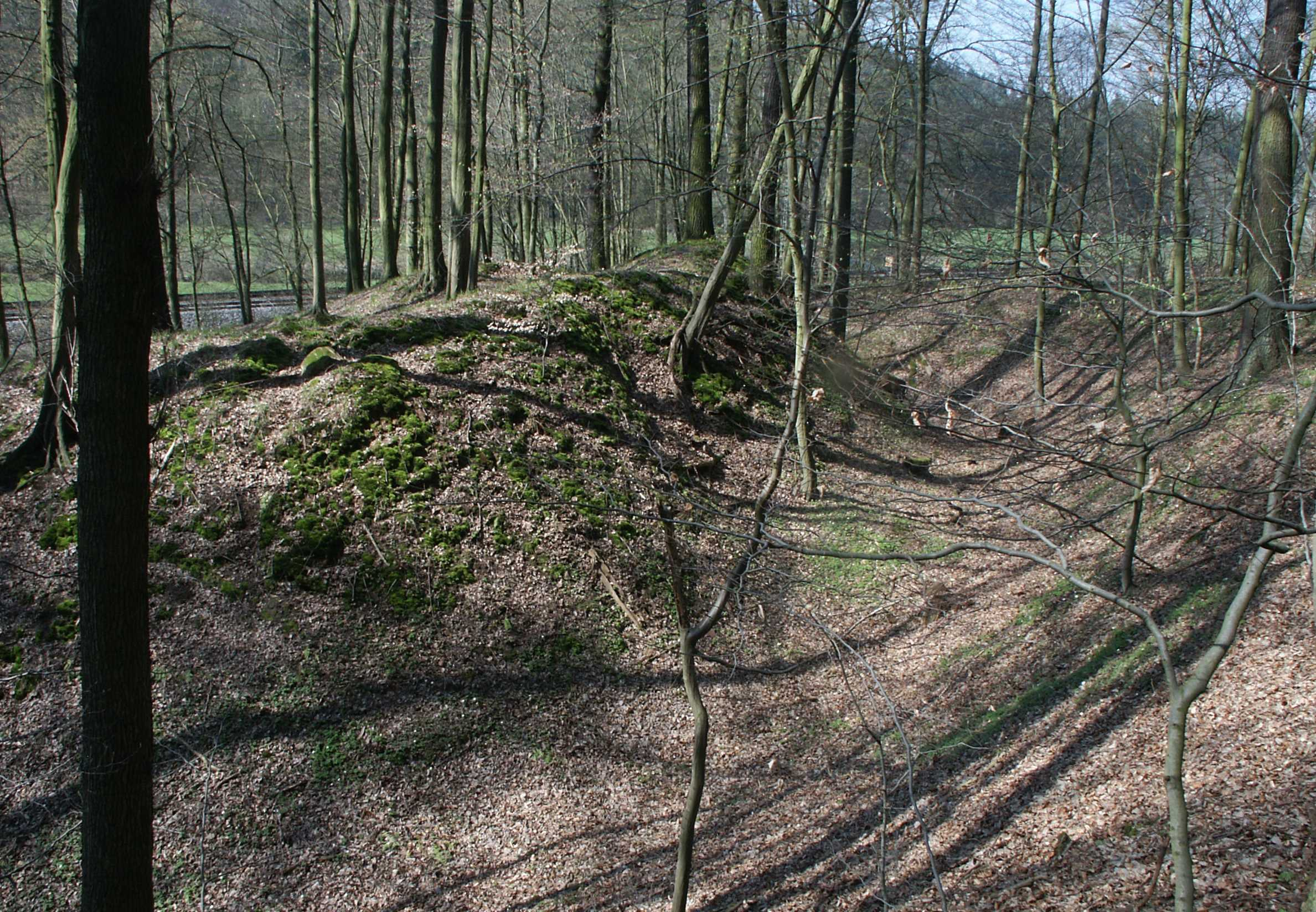
Zentralhügel und innerer Graben der Burgruine Sinzigburg

Am Westsüdwestfuß des Stoppelsbergs befindet sich im Tal der Haune südlich des Dorfs Rhina die Sinzigburg, eine frühmittelalterliche Burgruine, die als Boden- bzw. Kulturdenkmal ausgewiesen ist. Es sind im Wald versteckt noch Gräben und Wälle vorhanden.

## Lange Steine

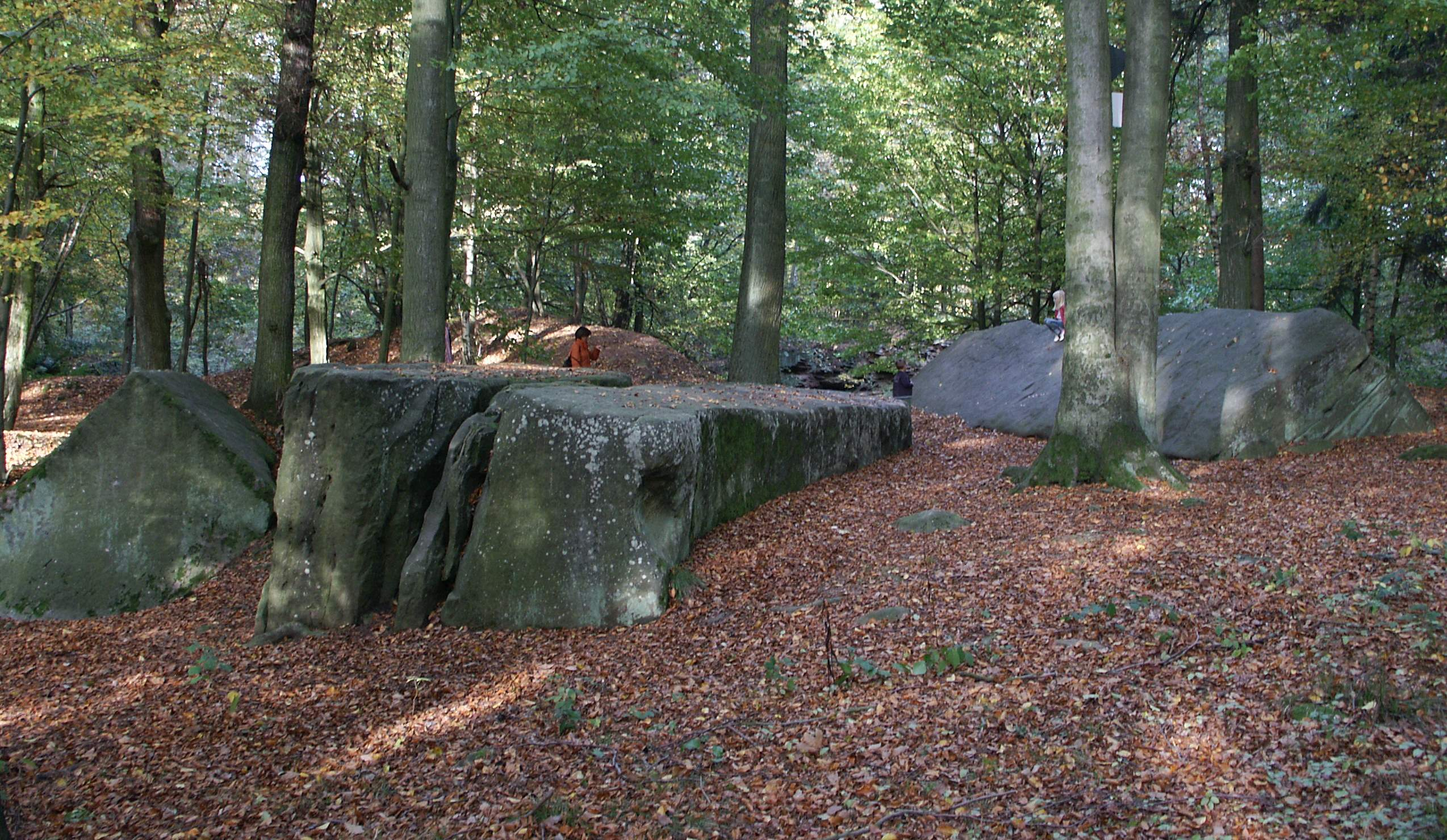
Naturdenkmal „Lange Steine“ am Stoppelsberg

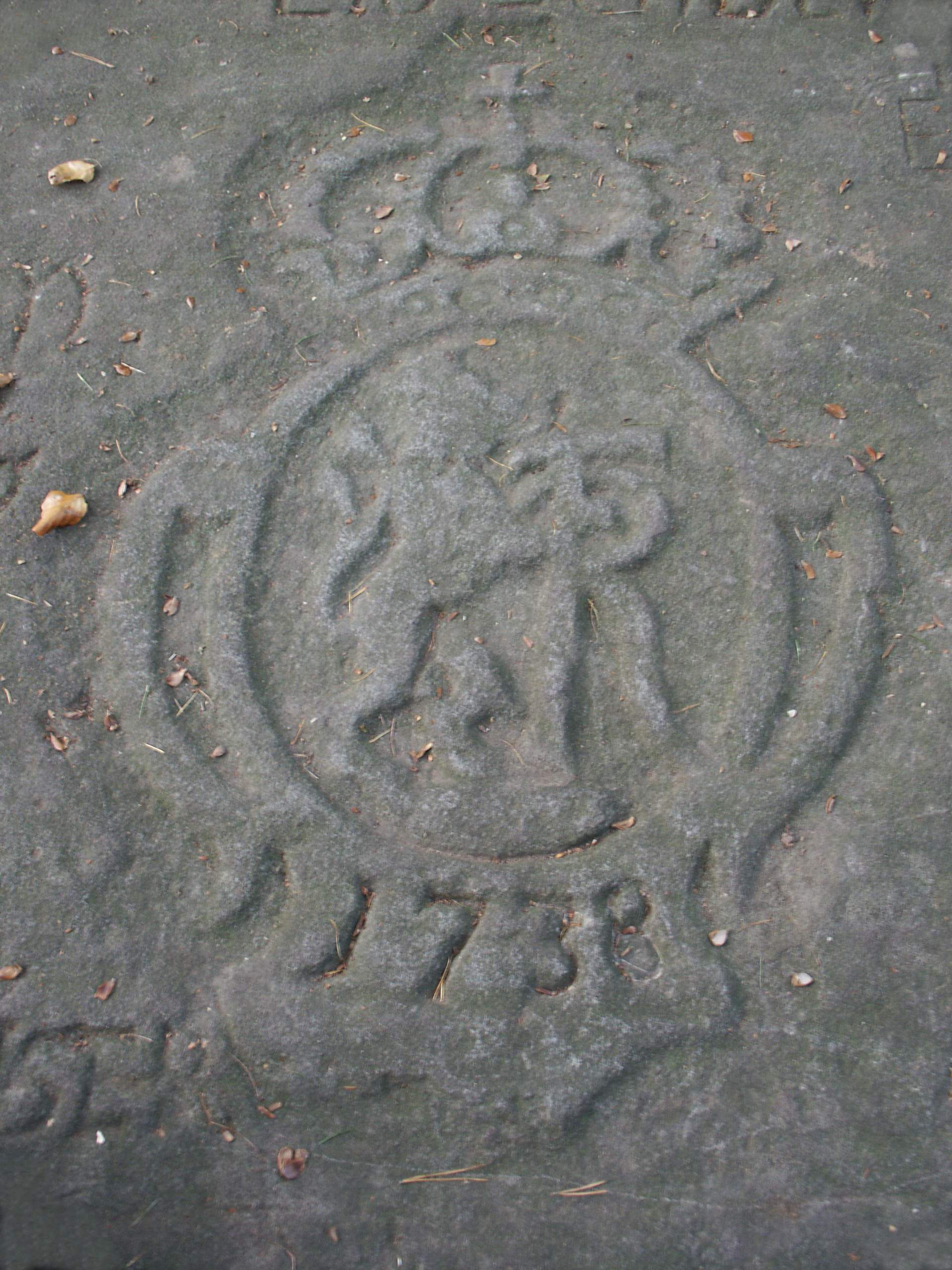
Wappen von Friedrich I. von Hessen-Kassel auf den „Langen Steinen“

Etwa 850 m südwestlich der Kuppe des Stoppelsbergs und ungefähr genauso weit westlich von Unterstoppel befindet sich das Naturdenkmal Lange Steine. Es sind riesige Quader aus Sandstein der Solling-Folge (oberer Mittlerer Buntsandstein, etwa 245 Millionen Jahre alt). Zu ihrer Entstehung wird vermutet, dass die vor rund 25 Millionen Jahre aktiven Rhönvulkane nicht nur das Gestein für die Bergkuppen der Umgebung lieferten, sondern dass das aufdringende Magma auch die Schichten des Buntsandsteins anhob. Infolge ihrer typischerweise rechtwinkligen Klüftung zerbrachen die Sandsteinschichten dabei in quaderförmige Stücke. Der Geologe Eckhard Speetzen hält die Quader hingegen für das Ergebnis einer „Wandfällung“, das heißt der Anwendung einer speziellen historischen Methode des Steinabbaus, in einem mittelalterlich-frühneuzeitlichen Steinbruch.
Diese Steine regten zu allen Zeiten die Fantasie der Menschen an. Eine Zeichnung auf einem der Quader wird der Jungsteinzeit zugeordnet, eine andere könnte germanischen Ursprungs sein. Einfacher ist das königliche Wappen zu erklären, womit Landgraf Friedrich I. von Hessen-Kassel (der gleichzeitig König von Schweden war) die Steine 1738 zu seinem Eigentum erklären wollte.
Eine der vielen Sagen erzählt von einem Bauern, der die Steine für ein vortreffliches Fundament seines Hauses hielt und sich ihrer bemächtigen wollte. Als er aber den Meißel ansetzte, brachten ihn plötzlich einsetzender Blitz und Donner zu der Einsicht, dass die Steine wohl der Besitz eines Anderen seien.

## Verkehrsanbindung
Im Haunetal und damit westlich vorbei am Stoppelsberg verlaufen der Abschnitt Hauneck–Haunetal–Burghaun der Bundesstraße 27 und der Abschnitt Haunetal-Burghaun der Bahnstrecke Bebra–Fulda – jeweils in Nord-Süd-Richtung. Der Berg ist lediglich auf Forst- und Waldwegen zu erreichen, beispielsweise von der südlich von ihm von der B 27 abzweigenden sowie Ober- und Unterstoppel miteinander verbindenden Kreisstraße 47 kommend.